# مقاطعة سانت كلير (ميزوري)
مقاطعة سانت كلير (بالإنجليزية: St. Clair County)‏ هي إحدى المقاطعات في ولاية ميزوري في الولايات المتحدة الأمريكية.